# 卢卡斯·比拉
盧卡斯·馬汀·維拉（1986年8月23日—）是一名阿根廷曲棍球運動員，曾代表國家參加2012年倫敦奧運的男子曲棍球比賽，並未獲得獎牌。